# Ариннити
Ариннити — богиня солнца в хеттской мифологии, жена Тешуба, царя богов. Её культовый центр — Аринна.
В некоторых источниках она называется главным богом вместо своего мужа. Она зачастую показывается также как первоначальная, хтоническая богиня, или богиня земли. Во многом она сходна с хурритской богиней Хебат.

## Культ
В конце XIV века до нашей эры Ариннити особо почитал правитель Мурсили II.
Солнечная богиня Аринны была одной из трёх важнейших солярных божеств в хеттском пантеоне — кроме неё это были UTU nepisas «солнце неба» и UTU taknas «солнце земли». Эта богиня перешла в хеттский пантеон в период Древнего царства от протохеттов (хатти), где фигурировала как Вурунсему.
В летописи Хаттусили I, помимо перечисления даров для храма в Аринне, царь так говорит о Солнечной богине Аринны:

И меня Богиня Солнца Аринны как дитя своё на колени свои клала, и за руку она меня держала. И передо мною в бой Богиня Солнца Аринны устремлялась, мне споспешествуя.
Сохранилась обращённая к солнечной богине Аринны трогательная молитва Пудухепы, жены царя Хаттусили III:

Солнечная Богиня города Аринны, моя госпожа, хозяйка земель страны Хатти, царица Неба и Земли! Солнечная Богиня города Аринны, моя госпожа, смилостивься надо мной, услышь меня! Люди говорят: «Божество исполняет желание женщины, когда она мучается при родах». А я, Пудухеппа, женщина, мучаюсь при родах, и я посвятила себя твоему сыну, так смилуйся надо мной, Солнечная Богиня города Аринны, моя госпожа! Исполни то, о чём я прошу! Подари жизнь Хаттусилису, твоему слуге! Пусть долгие дни и годы ему дадут Богини Судьбы и Богиня-Мать. Ты же, высокое божество, среди богов выше других, и все боги тебя слушают, и никто не обратится к тебе безответно. В собрании всех богов попроси у них жизнь Хаттусилису!